# Peromyscus sejugis
Peromyscus sejugis är en däggdjursart som beskrevs av William Henry Burt 1932. Peromyscus sejugis ingår i släktet hjortråttor och familjen hamsterartade gnagare. Inga underarter finns listade i Catalogue of Life.
Arten blir utan svans 95 till 103 mm lång, svanslängden är 65 till 94 mm, bakfötterna är 20 till 25 mm långa och öronen är 17 till 22 mm stora. Vikten varierar mellan 14 och 25 g. Den gråa pälsen på ovansidan med hasselnötfärgade nyanser skiljs från undersidan med en gulaktig linje. På undersidan förekommer vit päls. Peromyscus sejugis har ett gulbrunt huvud och gråbruna öron. Svansen har en svartaktig ovansida och en vit undersida. Arten påminner om den vanliga hjortråttan men är större.
Denna gnagare lever endemisk på två mindre öar i södra delen av Californiaviken i Mexiko. Arten lever i klippiga områden med glest fördelad växtlighet i form av buskar, gräs och kaktusar. Gräsarter som förekommer är Bouteloua radicosa och Heteropogon contortus. Dessutom finns Castela peninsularis, Euphorbia magdalenae, Opuntia cholla, Jacquemontia abutiloides, Viguiera deltoidea och buskar som Jatropha cuneata eller Bursera microphylla.
Exemplaren är antagligen nattaktiva. Dräktiga honor upptäcktes i augusti.
På en av öarna introducerades katter. Utbredningsområdet är maximal 37 km² stort. IUCN kategoriserar arten globalt som starkt hotad.